# フラットスピン

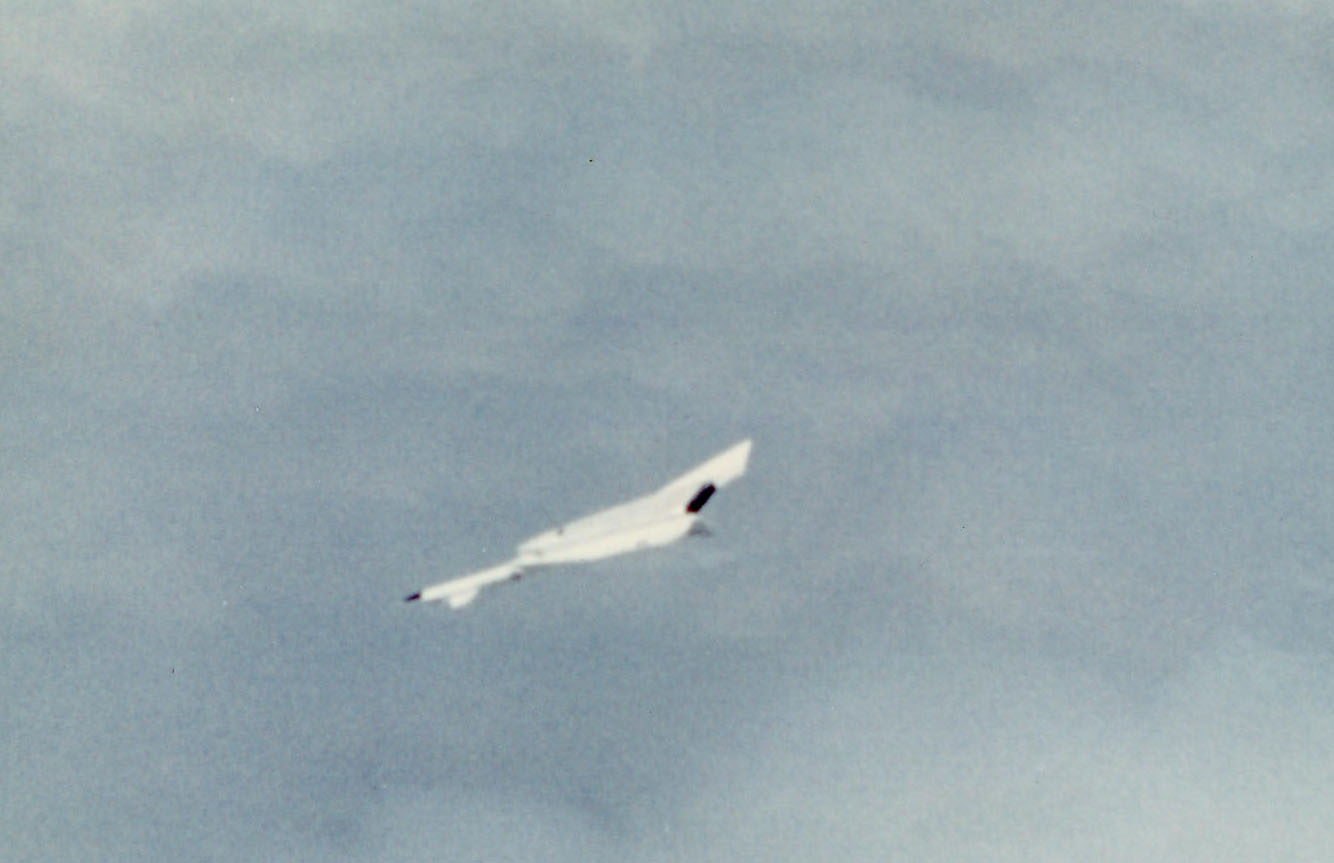
空中衝突で垂直尾翼を失いフラットスピンに陥ったXB-70

フラットスピン（Flat Spin）は、固定翼機のきりもみ（スピン）の分類の一つ。NASAの定義に従うと迎角が65から90度のきりもみである。
実機の運用上、実用的には概ね以下の二つの場合に発生すると整理できる。
1. 重心位置が後方になっている場合に片翼が失速して始まったきりもみのため通常のきりもみより機首が高い場合。試験飛行で機体にパラシュートを装備して測定する場合以外は意図せざる発生のため事故の原因となる。
2. 曲技の課目として意図的に実施する場合。通常のきりもみ課目を開始した後にエンジンのパワーを上げて機首を上げる。通常グライダーでは実施することができない。

曲技の場合はパワーを下げるなど標準手順を踏めば回復できるが、重心位置が後方のため発生したフラットスピンは回復できないことがある。軽い機体では搭乗者や積載物が前方に移動することで通常のきりもみに移行することもある。